# Tradate
Tradate – miejscowość i gmina we Włoszech, w regionie Lombardia, w prowincji Varese.
Według danych na rok 2004 gminę zamieszkiwało 15 926 osób, 758,4 os./km².